# 敏惠醫護管理專科學校
敏惠醫護管理專科學校（英語：Min-Hwei College of Health Care Management）是中華民國一間專科學校，位於臺南市柳營區，鄰近省道台1線上的鳳和高中。目前有5個學科。

## 教學單位
* 護理科 （页面存档备份，存于）
* 幼兒保育科 （页面存档备份，存于）
* 美容保健科 （页面存档备份，存于）
* 牙體技術科 （页面存档备份，存于）
* 長期照護與健康管理科 （页面存档备份，存于）

## 歷任校長
- 孫國順
- 陳進春
- 葉至誠
- 曾瑞譙
- 孫逸民（現任）

## 交通
- 高速公路：
  - 國道一號新營交流道→南311（長榮路三段~六段）→台一線→南316（中山東路二段）→本校
  - 國道三號柳營交流道→南316（德元埤大道一段、二段，中山東路二段）→本校
- 鐵道：柳營車站下車，步行約10分鐘。
- 大台南公車[3]：

| 編號   | 營運業者          | 路線                                     | 備註                                                         |
| ------ | ----------------- | ---------------------------------------- | ------------------------------------------------------------ |
| 黃幹線 | 興南客運 新營客運 | 白河轉運站－新營－柳營－下營－麻豆轉運站 | - 鳳和中學站下車，步行約6分。 - 部分班次繞駛白河商工。       |
| 黃3    | 新營客運          | 新營－柳營－二重溪－果毅後廟前           | - 柳營國中站下車，步行約3分。 - 部分班次延駛德元埤荷蘭村。   |
| 黃5    | 新營客運          | 新營－柳營車站－紅毛厝－下營             | - 鳳和中學站下車，步行約6分。 - 例假日繞駛吳晉淮音樂紀念館。 |

## 歷年日間部師生比及新生註冊率
- 110學年度日間部學生人數3841，專任老師人數121，日間部師生比31.74（學生數/老師數）。[4]

- 112學年度新生註冊率81.14%。
- 113學年度新生註冊率61.37%。

## 外部連結
- 敏惠醫護管理專科學校 （页面存档备份，存于）
- 敏惠醫護管理專科學校的Facebook專頁 （页面存档备份，存于）
- 敏惠醫護管理專科學校Instagram專頁

入學服務專區